# 王谦之
王謙之（？—459年），字休光，琅琊臨沂（今山東臨沂）人。東晉司州刺史王胡之曾孫。南朝宋官員。

## 生平
元嘉三十年（453年），宋孝武帝劉駿起兵討伐劉劭時王謙之支持劉駿，當其中兵參軍，與馬文恭及劉道隆分別統領劉駿手下的三幢軍隊。劉駿即位後，因功封其為石陽縣子，後歷任驍騎將軍，御史中丞及吳興太守等職。
大明三年（459年），王謙之去世，朝廷追贈前將軍，諡號肅。

## 子女
- 王應之，嗣爵，官至衡陽內史。宋明帝與劉子勛相爭時王應之起兵支持明帝，被殺。
- 王雲之。